# Citizen Kane
Citizen Kane (prt: O Mundo a Seus Pés, ou Citizen Kane - O Mundo a Seus Pés; bra: Cidadão Kane) é um filme norte-americano de 1941, dirigido, escrito, produzido e estrelado por Orson Welles. O filme é considerado uma das obras-primas da história do cinema, sendo apontado por muitos críticos como o maior filme já produzido, e particularmente elogiado por sua inovação na música, fotografia e estrutura narrativa. Foi lançado pela RKO Pictures.
Citizen Kane, que foi o primeiro filme de Welles, ganhou um Oscar de melhor roteiro original para Herman J. Mankiewicz e o próprio Welles. Esse seria o único Oscar alcançado pelo Orson Welles ao longo de sua carreira, com a exceção do Oscar Honorário de 1970. Ele também esteve entre os candidatos para o Oscar em outras oito categorias: filme, diretor, ator, direção de arte, fotografia, trilha-sonora, som e montagem.
A história examina a vida e legado de Charles Foster Kane, um personagem interpretado por Welles e com base no magnata da imprensa William Randolph Hearst e do próprio Orson Welles. Durante seu lançamento, Hearst proibiu de mencionar o filme em seus jornais. A carreira de Kane na indústria editorial nasceu do idealismo e do serviço social, mas gradualmente se transformou em uma perseguição implacável ao poder. Narrado principalmente através de flashbacks, a história é contada por meio da investigação de um jornalista que quer saber o significado da última palavra que o magnata disse antes de morrer: "Rosebud".
Após o sucesso de Welles no teatro com a companhia Mercury Theatre e sua controversa transmissão de rádio de A Guerra dos Mundos, em 1938, Hollywood o acolheu. Ele assinou um contrato com a RKO Pictures em 1939. Foi-lhe dada a liberdade para desenvolver sua própria história e usar seu próprio elenco e da equipe, o que é raro para um novo diretor. Depois de duas tentativas frustradas para realizar um projeto, desenvolveu o roteiro de Citizen Kane com Herman Mankiewicz.
Sucesso de crítica, Citizen Kane não conseguiu recuperar os seus custos nas bilheterias. O filme foi esquecido logo depois, mas sua reputação melhorou, primeiro com os críticos franceses e, acima de tudo, depois de sua reestreia americana em 1956. Há algum consenso entre os críticos que Citizen Kane é o melhor filme que já feito, o que levou Roger Ebert a dizer: "É decidido: Citizen Kane é, oficialmente, o melhor filme de sempre."  Encabeçou a lista 100 Years... 100 Movies feita pela AFI, elaborada em 1998, e atualizada em 2007 com o motivo de seu décimo aniversário. Ele também liderou todos os votos da revista Sight & Sound dos dez melhores filmes já feitos durante meio século.

## Sinopse

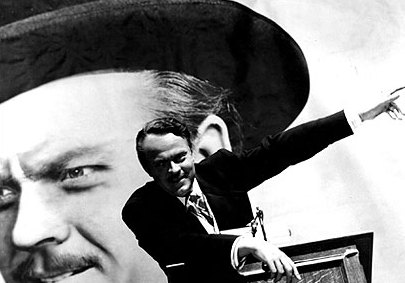
Orson Welles em foto publicitária para o filme

Citizen Kane é, supostamente, baseado na vida do magnata do jornalismo William Randolph Hearst (publicamente, Welles negava), e conta a história de Charles Foster Kane, um menino pobre que acaba se tornando um dos homens mais ricos do mundo.
O filme inicia com a sua morte, momentos antes da qual pronuncia a palavra Rosebud (botão de rosa). Após dias de sensacionalismo em cima da notícia de sua morte, o jornalista Jerry Thompson (William Alland) recebe o encargo de investigar a vida de Kane, a fim de descobrir o significado de sua última palavra. Ele entrevista as pessoas mais próximas do protagonista, como o secretário Bernstein (Everett Sloane), o melhor amigo Leland (Joseph Cotten), a segunda esposa, Susan Alexander (Dorothy Comingore), e o mordomo da mansão, além de consultar o diário pessoal de Thatcher (George Coulouris), o falecido tutor e administrador dos bens de Kane. Com isso, ele mergulha na vida de um homem solitário, que desde a infância é obrigado a seguir a vontade alheia. Ninguém a seu redor importa-se com Kane, que busca por meio da aquisição de bens a adoração das pessoas.
Ao final, Thompson, após a exaustiva investigação da vida de Kane através de entrevistas, se vê incapaz de descobrir o significado da palavra, concluindo que Charles Foster Kane "foi um homem que possuiu tudo o que quis, e depois perdeu tudo. Talvez Rosebud seja algo que ele nunca tenha possuído, ou algo que tenha perdido. Mas não explicaria tudo. Nenhuma palavra pode explicar a vida de um homem". No entanto, quando o filme termina, o público descobre o real significado de Rosebud: tratava-se do trenó da infância de Kane - uma alusão à única fase de sua vida em que ele realmente foi feliz. O trenó, considerado lixo, é queimado em um forno pelas pessoas que estavam partindo de Xanadu, a mansão de Kane na Flórida.

## Elenco
- Orson Welles .... Charles Foster Kane
- Joseph Cotten .... Jedediah Leland
- Dorothy Comingore .... Susan Alexander
- Agnes Moorehead .... srta. Mary Kane
- Ruth Warrick .... Emily Norton Kane
- Ray Collins .... James "Jim" W. Gettys
- Erskine Sanford .... Herbert Carter
- Everett Sloane .... Bernstein
- William Alland .... Jerry Thompson
- Paul Stewart .... Raymond
- George Coulouris .... Walter Parks Thatcher
- Fortunio Bonanova .... Matiste canhão
- Georgia Backus .... Bertha da silva
- Edmund Cobb .... repórter (não-creditado)

## Principais prêmios e indicações
Oscar 1942 (EUA)
- Venceu na categoria de melhor roteiro original.
- Indicado nas categorias de melhor ator protagonista (Orson Welles), melhor direção de arte preto-e-branco, melhor fotografia preto-e-branco, melhor diretor, melhor montagem, melhor trilha sonora, melhor filme e melhor som.

Prêmio NYFCC 1941 (New York Film Critics Circle Awards, EUA)
- Venceu na categoria de melhor filme.